# ホーソン (ポートランド)

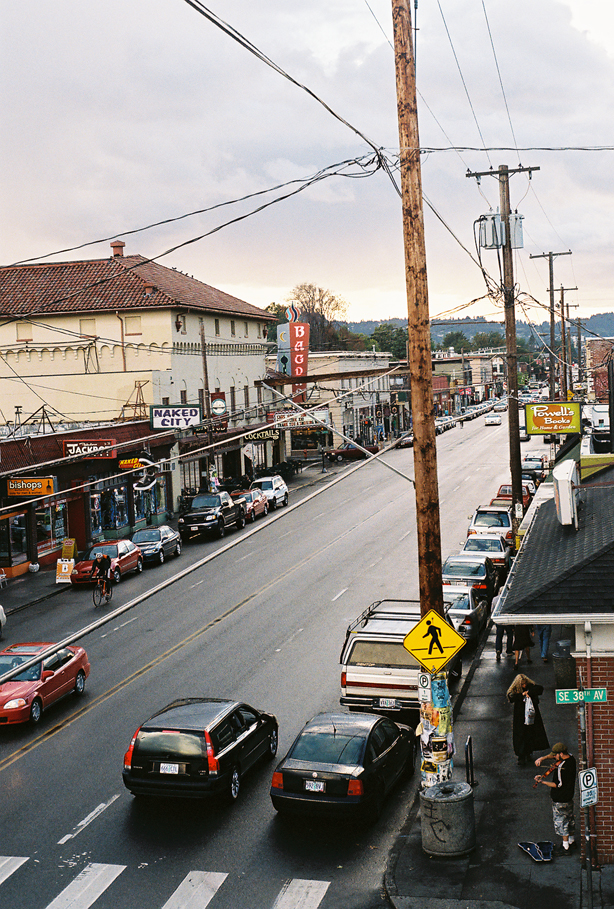
ホーソン・ディストリクト

アメリカ合衆国オレゴン州ポートランドのホーソン・ディストリクト（Hawthorne District）は、ポートランド南東部の（特に30番通り（30th Avenue）から42番通り（42nd Avenue）に至るまでの）ホーソン・ブルバード（SE Hawthorne Blvd.）沿いの地域を指す。リベラルで若者が多い住民層と、歩行者に優しい密集した複合用途開発で知られる。古くはジェネレーションXやヒッピーの住民が多く、最近ではヒップスターの住民が多い。ホーソンの古風な民家や共同住宅、地域主体の商店やレストランがその居住者を惹きつけている。
ホーソン・ブルバード商業組合（Hawthorne Boulevard Business Association）は、12番通り（SE 12th Avenue）から60番通り（SE 60th Avenue）までのホーソン沿いの地元企業を支援している。この範囲でホーソン・ブルバードが通過する地区は、バックマン地区、ホスフォード＝アバネシー地区、サニーサイド地区、リッチモンド地区、マウント・テイバー地区である。
ホーソン・ブルバードは、オレゴン州で最初の精神病院の共同設立者であるJ.C.ホーソン博士の名にちなんでいる。この道は元々はアサイラム・アベニュー（直訳：精神病院通り）の名で呼ばれていた。1883年、オレゴン州立病院がセーラムへ移転したことを受けて、ホーソン博士を称えた現在の名称に変更された。この改称は、アサイラム・アベニューという「不快な」名前からの脱却を強く望んだ地域住民からの要請で実現した。

## 名所
- バグダッド・シアター・アンド・パブ
- パウエルズ・シティ・オブ・ブックス